# Matylda Karolina Bawarska
Matylda Karolina Fryderyka Wilhelmina Charlotta (ur. 30 sierpnia 1813 w Augsburgu; zm. 25 maja 1862 w Darmstadt) – księżniczka Bawarii.

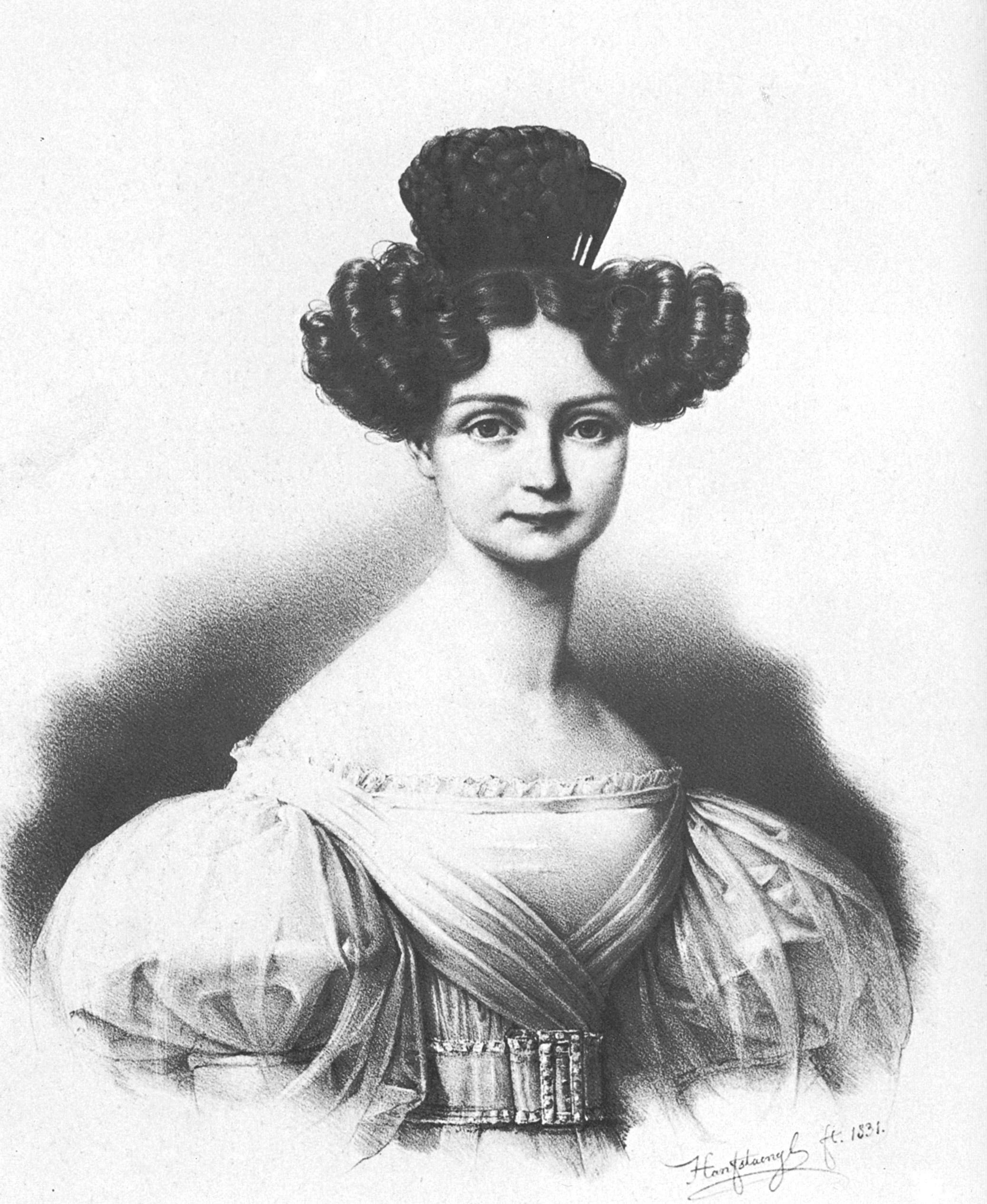
Młoda Matylda Bawarska.

## Życie
Matylda była córką króla Ludwika I Bawarskiego i jego żony królowej Teresy Charlotty Luizy.
26 grudnia 1833 roku wyszła za mąż za wielkiego księcia Ludwika III Hessen-Darmstadt, syna wielkiego księcia Ludwika II, władcy Hesji i Renu, oraz księżniczki Wilhelminy Badeńskiej. Ślub odbył się w Monachium. Para nie miała dzieci.
Matylda zmarła w wieku 48 lat.